# مرال آکشنر
مرال آکشنر (به ترکی: Meral Akşener) یک سیاستمدار زن اهل ترکیه است. او پیش از این وزیر کشور و نیز سخنگوی مجلس ترکیه بوده‌است. مرال آکشنر در سال ۲۰۱۶ گروهی از مخالفان را در درون حزب حرکت ملی (MHP) علیه دولت باحچلی رهبری می‌کرد. او در ۲۵ اکتبر ۲۰۱۷ حزب جدیدی را با نام حزب خوب تأسیس کرد که خودش رهبری آن را در دست دارد.

## زندگی
مرال آکشنر ۸ ژوئیهٔ ۱۹۵۶ در گوندوغدو در همسایگی ازمیت در استان قوجاایلی به دنیا آمد. پدرش طاهر عمر و مادرش صدیقه اصالتاً از مسلمانان بالکان و اهل سالونیک بودند. پدر آکشنر از شورشیان داشناک بود که بعد از دفع شورش به سالونیک تبعید شده بود.
مرال آکشنر در دانشگاه استانبول به تحصیل در رشتهٔ تاریخ پرداخت و تحصیلات تکمیلی‌اش را در مؤسسهٔ علوم اجتماعی دانشگاه مرمره گذراند و پی‌اچ‌دی تاریخ دریافت کرد. او پس از اتمام تحصیل و پیش از آنکه به عرصهٔ سیاست وارد شود، به عنوان سخنران در دانشگاه فنی ییلدیز، دانشگاه قوجاایلی و دانشگاه مرمره به تدریس می‌پرداخت.

## فعالیت سیاسی

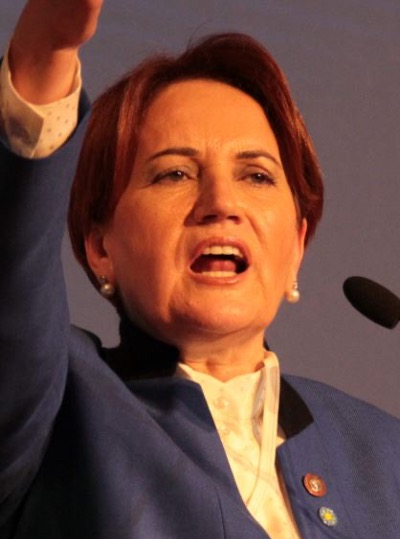
مرال آکشنر در حال سخنرانی در اولین کنگره حزب خوب

مرال آکشنر در سال ۱۹۹۴ سمت خود را در دانشگاه ترک کرد و در انتخابات ۱۹۹۵ به عنوان نمایندهٔ استان استانبول از حزب راه راست (DYP) وارد عرصهٔ سیاست شد. آکشنر از ۸ نوامبر ۱۹۹۶ تا ۳۰ ژوئیهٔ ۱۹۹۷ وزیر کشور بود. او به جای محمد آغار در این سمت قرار گرفت که به خاطر درگیر شدنش در رسوایی سوسورلوک از سمت خود استعفا داده‌بود. آکشنر مدتی بعد به دنبال کودتای ۱۹۹۷ وادار به ترک سمت خود شد.
آکشنر در انتخابات ۱۹۹۹ بار دیگر و این بار به عنوان نمایندهٔ استان قوجاایلی به پارلمان راه یافت. او پس از آن در انتخابات سراسری ۲۰۰۷ و ۲۰۱۱ از سوی حزب حرکت ملی (MHP) به عنوان نمایندهٔ استانبول به مجلس ترکیه راه یافت.
مرال آکشنر در کنار گولدال مومجو دیگر نمایندهٔ زن مجلس (که پس از نرمین نفتچی نخستین سخنگوی زن مجلس در سال ۱۹۶۸ فعالیت می‌کرد)، به عنوان نایب سخنگوی مجلس ترکیه انتخاب شد.
مرال آکشنر در سال ۲۰۱۶ پس از دعوت اردوغان برای تغییر قانون اساسی از رهبری حزب حرکت ملی جدا شد و تصمیم گرفت حزب سیاسی خودش را تأسیس کند. از او به عنوان نامزد انتخابات ریاست جمهوری سال ۲۰۱۹ یاد می‌شود.
مرال آکشنر روز ۲۵ اکتبر ۲۰۱۷ تأسیس حزب خوب را اعلام کرد و از لوگو و اهداف آن پرده‌برداری کرد. او در نخستین خطابهٔ خود به هوادارانش اعلام کرد که دموکراسی ترکیه در معرض خطر است و حزب خوب به دنبال جامعه‌ای آزاد و حل مشکلات دستگاه قضایی ترکیه است. آکشنر سپس اعلام کرد که رسانه‌ها نباید تحت فشار باشند. مشارکت دموکراتیک، پارلمان قدرتمند و ارادهٔ ملی مسائلی جایگزین‌ناپذیر هستند. ما قانون احزاب سیاسی را در پرتوی اصول دموکراتیک معاصر و معیارهای کمیسیون ونیز دموکراتیزه خواهیم کرد.